# Herb gminy Nowa Wieś Wielka
Herb gminy Nowa Wieś Wielka – jeden z symboli gminy Nowa Wieś Wielka, autorstwa Lecha-Tadeusza Karczewskiego, ustanowiony 7 lutego 2006.

## Wygląd i symbolika
Herb przedstawia na tarczy w czerwonym polu herbowym dwie srebrne szable z czarnymi rękojeściami, skrzyżowane na kształt litery X, powyżej których jest srebrna lilia, poniżej zaś srebrna falująca wstęga, symbolizująca rzekę.